# 五ヶ瀬町立鞍岡小学校
五ヶ瀬町立鞍岡小学校（ごかせちょうりつ くらおかしょうがっこう）は、宮崎県西臼杵郡五ヶ瀬町大字鞍岡にある公立の小学校。

## 概要

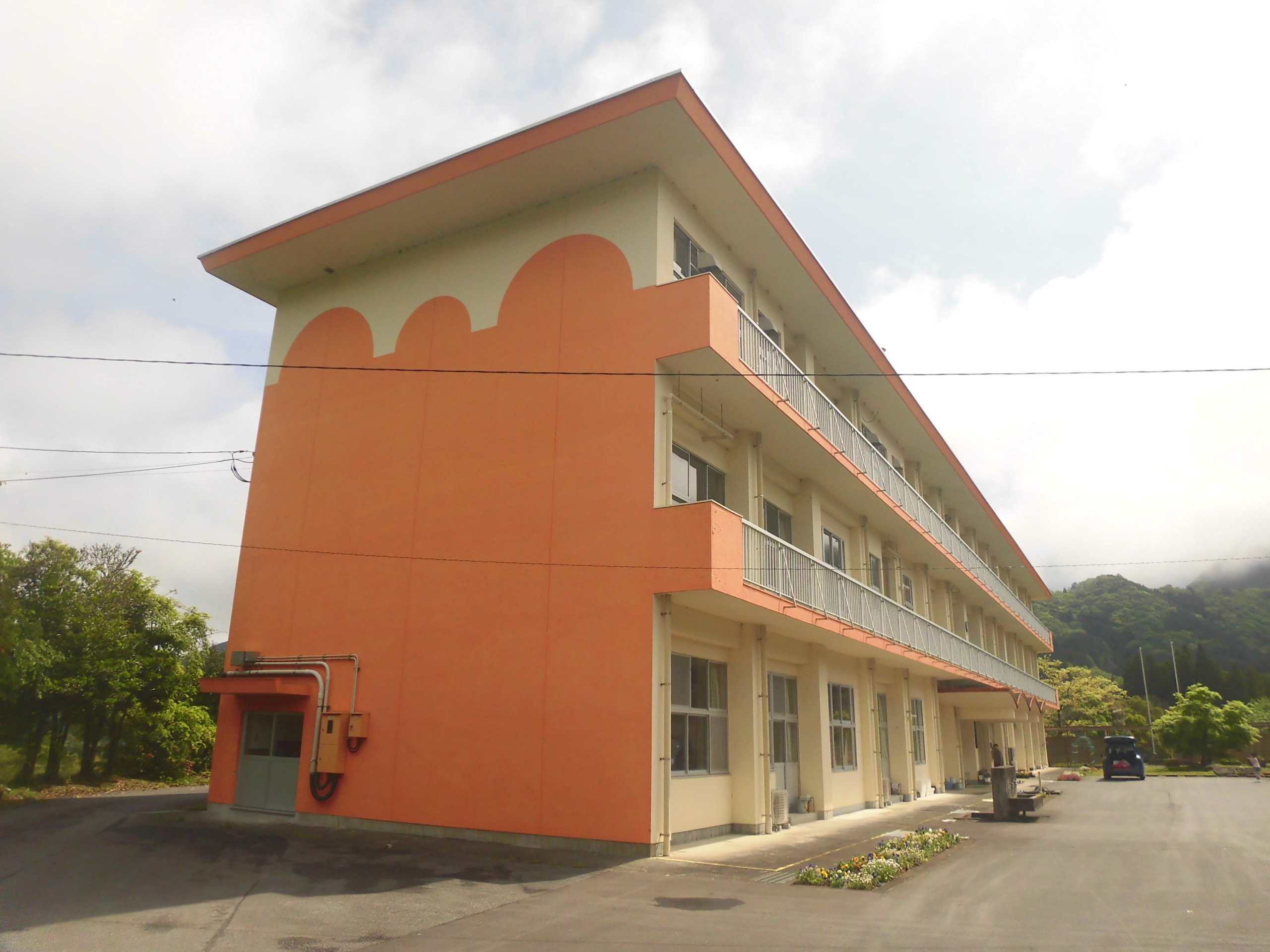
校舎

歴史
1885年（明治18年）創立の「鞍岡小学校」を前身とする。数回の改組・改称を経て、現校名になったのは、1956年（昭和31年）。2025年（令和7年）には創立140周年を迎える。
校章
1969年（昭和44年）制定。中央に「小」の文字を配している。
校歌
作詞は桑原香、作曲は園山民平による。歌詞は3番まであり、各番の歌詞中に校名の「鞍岡」が登場する。
通学区域
「五ヶ瀬町大字鞍岡」。中学校区は五ヶ瀬町立五ヶ瀬中学校区。

## 沿革
- 1885年（明治18年）11月8日 - 民家を仮校舎として、「鞍岡小学校」が創立。
- 1887年（明治20年）- 小学校令施行により、簡易科（3年制）を設置の上、「簡易鞍岡小学校」に改称。
- 1889年（明治22年）5月1日 - 町村制施行により、西臼杵郡「鞍岡村」が発足。
- 1892年（明治25年）4月 - 尋常科（4年制）を設置の上、「鞍岡尋常小学校」となる。校舎を新築。
- 1906年（明治39年）4月 - 高等科を併置の上、「鞍岡尋常高等小学校」（尋常科4年・高等科2年）に改称。鞍岡農業補習学校を併設。
- 1908年（明治41年）
  - 4月 - 改正小学校令により、尋常科（義務教育年限）が4年制から6年制に改められる。これにより、旧高等科1年を尋常科5年、旧高等科2年を尋常科6年に改める。高等科1・2年を新設。
  - 11月 - 現在地に校舎を新築の上、移転を完了。
- 1911年（明治44年）1月 - 朝ノ戸尋常小学校を統合。
- 1912年（明治45年）4月 - 道の上尋常小学校を統合。
- 1916年（大正5年）5月 - 本屋敷分教場（旧・朝ノ戸尋常小学校）および道の上分教場（旧・道の上尋常小学校）を設置。
- 1926年（大正15年）7月 - 鞍岡青年訓練所を併置。
- 1935年（昭和10年）- 青年学校令施行により、農業補習学校および青年訓練所を統合の上、「鞍岡青年学校」を併置。
- 1941年（昭和16年）4月1日 - 国民学校令施行により、「鞍岡村鞍岡国民学校」に改称。尋常科を初等科に改める。
- 1947年（昭和22年）- 学制改革が行われる（六・三制の実施）。
  - 4月1日 - 国民学校初等科が、新制小学校「鞍岡村立鞍岡小学校」に改組・改称。
  - 5月 - 国民学校高等科は、青年学校の普通科とともに、新制中学校「鞍岡村立鞍岡中学校」に改組・改称。小学校に併設される。
- 1952年（昭和27年）1月 - 新しい敷地に新校舎が完成。
- 1956年（昭和31年）8月1日 - 五ヶ瀬町発足により、「五ヶ瀬町立鞍岡小学校」（現校名）に改称。
- 1957年（昭和32年）5月 - へき地集会所（講堂）が完成。
- 1958年（昭和33年）12月 - 木造新校舎（3教室）が完成。
- 1964年（昭和39年）1月 - 完全給食を開始。
- 1965年（昭和40年）- 運動場を拡張。
- 1968年（昭和43年）4月 - 特殊学級を設置。
- `1969年（昭和44年）2月 - 校旗・校章を制定。
- 1971年（昭和46年）- 台風により、校舎裏で土砂崩れが発生。同年10月復旧。

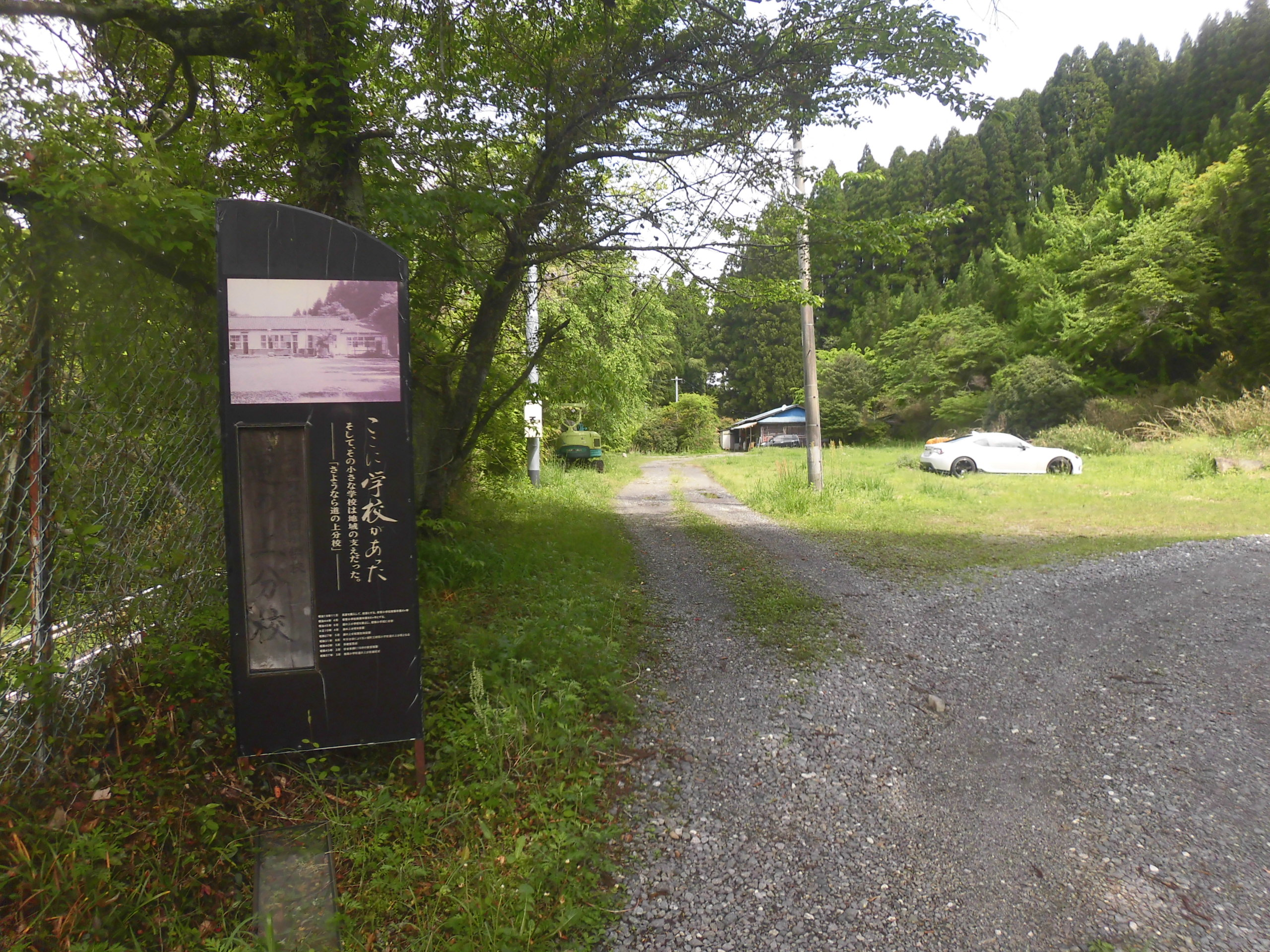
旧・道の上分校跡

- 1975年（昭和50年）1月 - 本屋敷分校への給食の配送を開始。
- 1979年（昭和54年）4月 - 校舎改築のための自衛隊による敷地造成が完了。
- 1981年（昭和56年）- 鉄筋コンクリート造3階建て新校舎が完成。
- 1982年（昭和57年）3月31日 - 道の上分校を廃止（96年の歴史に幕を閉じる）。赤松教室が完成。
- 1985年（昭和60年）- 創立100周年記念式典を挙行。相撲場が完成。
- 1991年（平成3年）3月31日 - 本屋敷分校を廃止（73年の歴史に幕を閉じる）。
- 1993年（平成5年）- 教育振興会を設立。新得町立屈足南小学校（北海道新得町）と姉妹校を締結。
- 2010年（平成22年）- 校舎を改築。耐震工事を完了。
- 2016年（平成28年）4月1日 - 五ヶ瀬町立鞍岡中学校の閉校により、中学校区が五ヶ瀬町立五ヶ瀬中学校に変更となる。
- 2018年（平成30年）- 命の森「くらおか」サツキ園が完成。

## 交通
最寄りのバス停留所
- 五ヶ瀬コミュニティバス「祇園町」停留所

最寄りの幹線道路
- 国道265号（ひむか神話街道）
- 宮崎県道202号鞍岡赤谷線

## 周辺
- 旧・五ヶ瀬町立鞍岡中学校（現・鞍岡地区複合型交流施設「祇園テラス鞍楽」、くらおかくらら）
- 五ヶ瀬町立鞍岡保育所
- 高千穂警察署 鞍岡警察官駐在所
- 鞍岡郵便局
- 祇園神社
- 鞍岡薬師堂
- 金光寺
- 五ヶ瀬のしだれ桜
- 五ヶ瀬川

## 参考資料
- 「五ヶ瀬町史 続編」（2023年（令和5年）3月31日発行, 五ヶ瀬町）p.512～p.515（鞍岡小学校）,p.524～p.526（道の上分校・本屋敷分校）